# Floridas flagga
Floridas flagga härstammar från 1868, men antogs först den 6 november 1900, och modifierades den 21 maj 1985. Florida blev upptagen som en amerikansk delstat 1845.
I mitten av flaggan finns statens sigill från 1868. Det röda korset återfinns även på Alabamas flagga och användes av sydstaterna under det amerikanska inbördeskriget 1861–1865.